# Saison 1989-1990 du Quimper CFC
Maillots
Chronologie
Saison précédente Saison suivante
La saison 1989-1990 du Quimper CFC débute le 21 juillet 1989 avec la première journée du Championnat de France de Division 2 (Groupe B), pour se terminer le 5 mai 1990 avec la dernière journée de cette compétition.
Le Quimper Cornouaille FC est également engagé en Coupe de France où il atteint les 8e tour, éliminé par le Saint-Seurin, jouant dans le même groupe que le QCFC en championnat, deux buts à zéro.

## Résumé de la saison

### Un échec sportif et financier

#### En Division 2
Après un échec, la saison précédente avec une 4e place derrière le Stade rennais à cause d'une meilleure différence de buts pour les rennais. L'objectif du club est la montée en première division. À la suite de difficultés financières, le club doit économiser et de nombreux joueurs quittent le club alors que le club arrive à garder quelques joueurs comme Manuel Abreu et Jean-Yves Francini. Le début de saison est très moyen, l'équipe ne marque, n'encaisse pas et par conséquent fait énormément de matchs nuls, 8 matchs nuls en 10 matchs, 5 buts marqués et 7 buts encaissés. Le club vogue dans le classement entre la 11e et la 14e place. Lors de la suite, le club enchaîne victoire à domicile et défaite à l'extérieur. La fin de saison du club est catastrophique avec aucune victoire lors des 14 derniers matchs (5 matches nuls et 9 défaites). À la suite de ces mauvais résultats, le club termine 18e, dernier de son groupe et est relégué en Division 3 pour la première fois depuis 1983. En septembre 1990, le QCFC dépose le bilan et redevient le Stade Quimpérois.

#### En Coupe de France
En Coupe de France, le club élimine la Légion Saint-Pierre Brest, deux buts à zéro à l'extérieur mais est éliminé par Saint-Seurin, présent dans le groupe des quimpérois, deux buts à zéro.

## L'effectif de la saison
| Poste | Nat. | Nom                 | Naissance        | Sélection | Championnat | Championnat | Coupe France | Coupe France | Total Saison | Total Saison |
| Poste | Nat. | Nom                 | Naissance        | Sélection | M           | But inscrit | M            | But inscrit  | M            | But inscrit  |
| ----- | ---- | ------------------- | ---------------- | --------- | ----------- | ----------- | ------------ | ------------ | ------------ | ------------ |
| G     | FRA  | Michel Ettore       | 14 octobre 1957  | -         | 13          | 0           | 0            | 0            | 13           | 0            |
| G     | FRA  | Franck Chaumin      | 2 novembre 1969  | -         | 21          | 0           | 2            | 0            | 23           | 0            |
| D     | FRA  | Manuel Abreu        | 8 janvier 1959   | -         | 28          | 0           | 2            | 1            | 30           | 1            |
| D     | FRA  | Robert Barraja      | 12 juillet 1956  | -         | 17          | 1           | 1            | 0            | 18           | 1            |
| D     | FRA  | Stéphane Gilet      | 16 juin 1964     | -         | 33          | 0           | 2            | 0            | 35           | 0            |
| D     | FRA  | Philippe Mahut      | 4 mars 1956      | -         | 15          | 2           | 0            | 0            | 15           | 2            |
| D     | FRA  | Florent Phillipe    | 5 août 1965      | -         | 14          | 0           | 1            | 0            | 15           | 0            |
| D     | FRA  | Jean-Luc Sokal      | 14 juin 1961     | -         | 27          | 0           | 2            | 0            | 29           | 0            |
| D     | FRA  | Jean-Philippe Viala | 16 novembre 1965 | -         | 34          | 0           | 2            | 0            | 36           | 0            |
| D     | FRA  | Bob Senoussi        | 15 octobre 1966  | -         | 14          | 0           | 0            | 0            | 14           | 0            |
| M     | FRA  | Jean-Yves Francini  | 10 août 1961     | -         | 2           | 0           | 0            | 0            | 2            | 0            |
| M     | FRA  | Michel Audrain      | 6 novembre 1961  | -         | 26          | 4           | 0            | 0            | 26           | 4            |
| M     | FRA  | Didier Jaffrès      | 29 octobre 1959  | -         | 19          | 0           | 2            | 0            | 21           | 0            |
| M     | FRA  | Philippe Rannou     | 16 mars 1969     | -         | 22          | 4           | 1            | 0            | 23           | 4            |
| M     | SER  | Zoran Zivkovic      | 23 octobre 1968  | -         | 1           | 0           | 0            | 0            | 1            | 0            |
| M     | FRA  | José Souto          | 20 février 1959  | -         | 7           | 0           | 2            | 0            | 9            | 0            |
| A     | FRA  | Lionel Prat         | 20 janvier 1971  | -         | 26          | 3           | 2            | 1            | 28           | 4            |
| A     | FRA  | Pascal Laguillier   | 30 janvier 1968  | -         | 16          | 3           | 1            | 0            | 17           | 3            |
| A     | FRA  | Fabrice Picot       | 20 mai 1960      | -         | 10          | 4           | 0            | 0            | 10           | 4            |
| A     | FRA  | Stéphane Solomenko  | 7 mai 1962       | -         | 20          | 0           | 2            | 0            | 22           | 0            |

## Les rencontres de la saison

### Liste
| Match | Date         | Compétition     | Tour    | Adversaire       | Lieu ¹ | Score | Affluence |
| ----- | ------------ | --------------- | ------- | ---------------- | ------ | ----- | --------- |
| 1     | 22 juillet   | Division 2      | 1       | Rouen            | D      | 1-1   | 2 806     |
| 2     | 29 juillet   | Division 2      | 2       | Tours            | E      | 1-1   | 6 566     |
| 3     | 2 août       | Division 2      | 3       | Saint-Seurin     | D      | 0-1   | 2 113     |
| 4     | 5 août       | Division 2      | 4       | Guingamp         | E      | 0-0   | 3 156     |
| 5     | 12 août      | Division 2      | 5       | Abbeville        | D      | 0-0   | 1 969     |
| 6     | 19 août      | Division 2      | 6       | Créteil          | E      | 0-0   | 820       |
| 7     | 26 août      | Division 2      | 7       | Dunkerque        | D      | 0-0   | 1 612     |
| 8     | 30 août      | Division 2      | 8       | Le Havre         | D      | 1-2   | 2 125     |
| 9     | 9 septembre  | Division 2      | 9       | Rennes           | E      | 0-0   | 6 794     |
| 10    | 16 septembre | Division 2      | 10      | Niort            | D      | 2-2   | 1 625     |
| 11    | 23 septembre | Division 2      | 11      | Valenciennes     | E      | 0-2   | 8 330     |
| 12    | 30 septembre | Division 2      | 12      | La Roche-sur-Yon | D      | 2-0   | 4 276     |
| 13    | 4 octobre    | Division 2      | 13      | Angers           | E      | 2-5   | 4 595     |
| 14    | 14 octobre   | Division 2      | 14      | Beauvais         | D      | 0-0   | 1 487     |
| 15    | 21 octobre   | Division 2      | 15      | Laval            | E      | 0-4   | 2 816     |
| 16    | 28 octobre   | Division 2      | 16      | Lorient          | D      | 2-1   | 2 424     |
| 17    | 3 novembre   | Division 2      | 17      | Lens             | E      | 0-1   | 3 500     |
| 18    | 11 novembre  | Division 2      | 18      | Tours            | D      | 1-0   | 1 270     |
| 19    | 25 novembre  | Division 2      | 19      | Saint-Seurin     | E      | 0-3   | 1 162     |
| 20    | 2 décembre   | Division 2      | 20      | Guingamp         | D      | 2-0   | 2 034     |
| 21    | 16 décembre  | Coupe de France | 7e tour | St-Pierre Brest  | E      | 2-0   | 800       |
| 22    | 27 janvier   | Coupe de France | 8e tour | Saint-Seurin     | E      | 0-2   | 1 111     |
| 23    | 3 février    | Division 2      | 22      | Créteil          | D      | 0-0   | 732       |
| 24    | 10 février   | Division 2      | 23      | Dunkerque        | E      | 0-0   | 2 268     |
| 25    | 21 février   | Division 2      | 24      | Le Havre         | E      | 1-3   | 4 216     |
| 26    | 24 février   | Division 2      | 25      | Rennes           | D      | 0-0   | 3 901     |
| 27    | 2 mars       | Division 2      | 26      | Niort            | E      | 0-3   | 2 206     |
| 28    | 10 mars      | Division 2      | 21      | Abbeville        | E      | 0-1   | 1 800     |
| 29    | 17 mars      | Division 2      | 27      | Valenciennes     | D      | 1-2   | 1 975     |
| 30    | 24 mars      | Division 2      | 28      | La Roche-sur-Yon | E      | 0-1   | 1 585     |
| 31    | 31 mars      | Division 2      | 29      | Angers           | D      | 0-2   | 1 500     |
| 32    | 7 avril      | Division 2      | 30      | Beauvais         | E      | 2-2   | 1 337     |
| 33    | 14 avril     | Division 2      | 31      | Laval            | D      | 2-2   | 1 683     |
| 34    | 21 avril     | Division 2      | 32      | Lorient          | E      | 0-1   | 2 582     |
| 35    | 28 avril     | Division 2      | 33      | Lens             | D      | 0-1   | 568       |
| 36    | 5 mai        | Division 2      | 34      | Rouen            | E      | 1-2   | 4 162     |

- 1 N : terrain neutre ; D : à domicile ; E : à l'extérieur ; drapeau : pays du lieu du match international

### Affluence
L'affluence à domicile du Quimper CFC atteint un total :
- de 34 100 spectateurs en 17 rencontres de Division 2, soit une moyenne de 2 005/match.

Affluence du Quimper Cornouaille Football Club à domicile

## Bilan des compétitions
| Compétition     | Vainqueur final | Débute au tour | Place ou tour final | Première rencontre | Dernière rencontre | Nombre |
| --------------- | --------------- | -------------- | ------------------- | ------------------ | ------------------ | ------ |
| Division 2      | Stade rennais   | 1re journée    | 18e du Groupe B     | 21 juillet 1989    | 5 mai 1990         | 34     |
| Coupe de France | Montpellier HSC | 7e tour        | 8e tour             | 16 décembre 1989   | 27 janvier 1990    | 2      |

### Division 2 - Groupe B

#### Classement
| Rang | Équipe           | Pts | J  | G | N  | P  | Bp | Bc | Diff |
| ---- | ---------------- | --- | -- | - | -- | -- | -- | -- | ---- |
| 15   | La Roche-sur-Yon | 28  | 34 | 7 | 14 | 13 | 28 | 38 | -10  |
| 16   | Lorient          | 27  | 34 | 9 | 9  | 16 | 32 | 52 | -20  |
| 17   | Abbeville        | 27  | 34 | 9 | 9  | 16 | 27 | 47 | -20  |
| 18   | Quimper          | 22  | 34 | 4 | 14 | 16 | 21 | 43 | -22  |

#### Résultats
| Total  | Total  | Total | Total | Total | Total | Total | Total | Domicile | Domicile | Domicile | Domicile | Domicile | Domicile | Extérieur | Extérieur | Extérieur | Extérieur | Extérieur | Extérieur |
| Matchs | Points | V     | N     | D     | BP    | BC    | Diff. | V        | N        | D        | BP       | BC       | Diff.    | V         | N         | D         | BP        | BC        | Diff.     |
| ------ | ------ | ----- | ----- | ----- | ----- | ----- | ----- | -------- | -------- | -------- | -------- | -------- | -------- | --------- | --------- | --------- | --------- | --------- | --------- |
| 34     | 22     | 4     | 14    | 16    | 21    | 43    | -22   | 4        | 8        | 5        | 14       | 14       | 0        | 0         | 6         | 11        | 7         | 29        | -22       |

#### Résultats par journée
| Journée   | 01 | 02 | 03 | 04 | 05 | 06 | 07 | 08 | 09 | 10 | 11 | 12 | 13 | 14 | 15 | 16 | 17 | 18 | 19 | 20 | 21 | 22 | 23 | 24 | 25 | 26 | 27 | 28 | 29 | 30 | 31 | 32 | 33 | 34 |
| --------- | -- | -- | -- | -- | -- | -- | -- | -- | -- | -- | -- | -- | -- | -- | -- | -- | -- | -- | -- | -- | -- | -- | -- | -- | -- | -- | -- | -- | -- | -- | -- | -- | -- | -- |
| Terrain   | D  | E  | D  | E  | D  | E  | D  | D  | E  | D  | E  | D  | E  | D  | E  | D  | E  | D  | E  | D  | E  | D  | E  | E  | D  | E  | D  | E  | D  | E  | D  | E  | D  | E  |
| Résultats | N  | N  | D  | N  | N  | N  | N  | D  | N  | N  | D  | V  | D  | N  | D  | V  | D  | V  | D  | V  | D  | N  | N  | D  | N  | D  | D  | D  | D  | N  | N  | D  | D  | D  |
| Points    | 1  | 2  | 2  | 3  | 4  | 5  | 6  | 6  | 7  | 8  | 8  | 10 | 10 | 11 | 11 | 13 | 13 | 15 | 15 | 17 | 17 | 18 | 19 | 19 | 20 | 20 | 20 | 20 | 20 | 21 | 22 | 22 | 22 | 22 |
| Place     | 7  | 10 | 14 | 13 | 11 | 11 | 11 | 13 | 13 | 14 | 14 | 14 | 15 | 14 | 16 | 15 | 16 | 13 | 16 | 14 | 15 | 15 | 15 | 16 | 14 | 17 | 18 | 18 | 18 | 18 | 18 | 18 | 18 | 18 |

Source : Liste des rencontres

Terrain : D = Domicile ; E = Extérieur. Résultat: D = Défaite ; N = Nul ; V = Victoire.

## Autres équipes du club

### Equipe réserve
Après avoir remporté le championnat de Division d'Honneur, la saison passée. Bien que l'équipe première joue le maintien en Division 2, la réserve connaît une saison moyenne où elle se sauvera de la relégation grâce à 4 victoires consécutives dans les derniers matchs de la saison. Finalement, le club termine 9e sur 14 et reste en Division 4 alors que l'équipe vient d'être relégué en Division 3.
| Rang | Équipe                       | Pts | J  | G  | N  | P  | Bp | Bc | Diff |
| ---- | ---------------------------- | --- | -- | -- | -- | -- | -- | -- | ---- |
| 1    | SLK Saint-Pol-de-Léon        | 43  | 26 | 20 | 3  | 3  | 49 | 24 | +25  |
| 2    | Stade luçonnais              | 37  | 26 | 16 | 5  | 5  | 56 | 24 | +32  |
| 3    | US La Flèche                 | 34  | 26 | 14 | 6  | 6  | 47 | 26 | +21  |
| 4    | Le Mans UC 72 rés.           | 32  | 26 | 11 | 10 | 5  | 45 | 19 | +26  |
| 5    | AM Laleu La Pallice          | 30  | 26 | 12 | 6  | 8  | 31 | 28 | +3   |
| 6    | FC Nantes rés.               | 27  | 26 | 9  | 9  | 8  | 35 | 24 | +11  |
| 7    | SO Cholet                    | 27  | 26 | 10 | 7  | 9  | 37 | 30 | +7   |
| 8    | US Pont-l'Abbé               | 24  | 26 | 10 | 4  | 12 | 44 | 44 | 0    |
| 9    | Quimper Cornouaille FC rés.  | 24  | 26 | 10 | 4  | 12 | 27 | 28 | -1   |
| 10   | USSC Redon                   | 20  | 26 | 8  | 4  | 14 | 24 | 41 | -17  |
| 11   | ES Segré                     | 18  | 26 | 5  | 8  | 13 | 21 | 38 | -17  |
| 12   | DC Carhaix                   | 18  | 26 | 7  | 4  | 15 | 24 | 46 | -22  |
| 13   | GS Saint-Sébastien-sur-Loire | 17  | 26 | 5  | 7  | 14 | 22 | 39 | -17  |
| 14   | ES Ingrandes                 | 13  | 26 | 4  | 5  | 17 | 28 | 79 | -51  |

### Equipes jeunes
L'équipe des moins de 18 ans, s'illustre lors de cette saison en atteignant les huitièmes de finale de la Coupe Gambardella, éliminés par le Brest Armorique FC, futur vainqueur de la compétition.
| Équipe 1        | Résultat | Équipe 2       | T.a.b. | Tour          |
| --------------- | -------- | -------------- | ------ | ------------- |
| Quimper CFC     | 2-0      | ES La Rochelle |        | 16e de finale |
| Brest Armorique | 2-0      | Quimper CFC    |        | 8e de finale  |

### Autres références
1. ↑  « Classement Division 4 1989/1990 » (consulté le 21 mai 2022)